# GATE II 〜世界を超えて〜
「GATE II 〜世界を超えて〜」（ゲート ツー せかいをこえて）は、岸田教団&THE明星ロケッツの楽曲。バンドの4枚目のシングルとして2016年1月27日にワーナー・ブラザース・ホームエンターテイメントから発売された。

## 概要
岸田教団&THE明星ロケッツのシングルとしては前作「GATE〜それは暁のように〜」から約半年ぶりのリリースとなる。
本曲は前作に引き続き、テレビアニメ『GATE 自衛隊 彼の地にて、斯く戦えり』第2期オープニングテーマに起用された。
販売形態はアーティスト盤（1000590451）、アニメ盤（1000590452）、通常盤（1000590453）の3種リリースで、アーティスト盤にはMVを収録したDVD、通常アニメ盤には同アニメノンクレジットオープニング映像を収録したDVDがそれぞれ同封されている。

## シングル収録内容

### アーティスト盤・通常盤
| 全作曲: 岸田、全編曲: 岸田教団&THE明星ロケッツ。 |                                              |           |            |      |
| #                                                | タイトル                                     | 作詞      | 作曲・編曲 | 時間 |
| 1.                                               | 「GATE II 〜世界を超えて〜」                 | 岸田      | 岸田       | 3:38 |
| 2.                                               | 「count 4」                                  | ichigo    | 岸田       | 4:01 |
| 3.                                               | 「GATE II 〜世界を超えて〜（instrumental）」 |           | 岸田       | 3:38 |
| 4.                                               | 「count 4（instrumental）」                  |           | 岸田       | 3:59 |
| 合計時間:                                        | 合計時間:                                    | 合計時間: | 15:18      |      |

| #  | タイトル                                  | 作詞 | 作曲・編曲 |
| -- | ----------------------------------------- | ---- | ---------- |
| 1. | 「GATE II 〜世界を超えて〜」(Music Video) |      |            |

### アニメ盤
| 全作詞・作曲: 岸田、全編曲: 岸田教団&THE明星ロケッツ。 |                                              |      |            |      |
| #                                                      | タイトル                                     | 作詞 | 作曲・編曲 | 時間 |
| 1.                                                     | 「GATE II 〜世界を超えて〜」                 | 岸田 | 岸田       | 3:38 |
| 2.                                                     | 「GATE II 〜世界を超えて〜（TV-size）」      | 岸田 | 岸田       | 1:34 |
| 3.                                                     | 「GATE II 〜世界を超えて〜（instrumental）」 | 岸田 | 岸田       | 3:36 |
| 合計時間:                                              | 合計時間:                                    | 8:50 |            |      |

| #  | タイトル                                         | 作詞 | 作曲・編曲 |
| -- | ------------------------------------------------ | ---- | ---------- |
| 1. | 「GATE(ゲート)自衛隊 彼の地にて、斯く戦えり PV」 |      |            |